# Lynne Featherstone
Lynne Choona Featherstone, baronessa Featherstone (Haringey, 20 dicembre 1951) è una politica inglese, parlamentare del Partito Liberaldemocratico e deputata alla Camera dei Comuni per il collegio uninominale londinese di Hornsey and Wood Green dal 2005.

## Biografia
Nata il 20 dicembre 1951 nell'odierna Haringey, è nota al pubblico col cognome del marito, ma il suo vero nome è Lynne Choona Ryness.
Consigliera metropolitana dall'istituzione dell'Assemblea di Londra nel 2000 per un mandato quinquennale quale eletta nella quota proporzionale, dal 2005 è responsabile del partito per le tematiche inerenti alla gioventù e all'uguaglianza, e con l'ingresso dei liberali nel governo guidato da David Cameron nel 2010 è stata nominata sottosegretaria al Ministero dell'Interno con delega alle Pari Opportunità.